# Іберійські гори
Іберійські гори (ісп. Sistema Ibérico) — велика область гірських пасом і масивів розташованих в центральних районах Піренейського півострова, що майже досягають узбережжя Середземного моря у Валенсії на сході.
З гідрографічної точки зору ця система має також велику важливість, вона розокремлює сточище більшості великих річок Іспанії та Португалії, зокрема Ебро, Дору, Тахо, Гвадіана (Санкара — Сигуела), Хукар і Турія.

## Розташування та опис
Іберійські гори на заході межують з нагір'ям Месета і відокремлює Месету від долини Ебро і від середземноморського узбережжя.
Ця гірська система прямує північний захід — південний схід між рівниною Ебро і нагір'ям Месета понад 500 км, від Ла-Буреба до Кантабрійських гір на Середземноморському узбережжі у Валенсії на півдні і до Тортоси і дельти Ебро на сході. Основна частина Іберійських гір розташований на півдні Арагона. Кордильєра-Пребетіка розпочинається на південь від Іберійських гір.
Геологія Іберійських гір є вельми складною, цю гірську систему навряд чи можна визначити як однорідну систему. Вона складається з різних за віком та походженням терейнів, геологічних порушень — скидів, надвигів, розломів тощо, без певного спільного петрологічного складу і загальної структури. Проте нуммулітові вапняки, мармури і пісковики є спільними для всього району.

## Депопуляція
Іберійські гори зазнали великої депопуляції з початку 20 століття. Наразі існує багато мертвих міст або занедбаних сіл, особливо в провінції Теруель У більшості міст населення є залишковим. У деяких випадках багато жителів не є тубільцями, а заробітчанами з Румунії або Магрибу

## Фауна
Депопуляція сприяла відродженню дикої природи, остання колонія грифів в Європі знаходиться в Іберійських горах. Також розповсюдженні орли (Aquila chrysaetos, Hieraaetus fasciatus, Hieraaetus pennatus, Circaetus gallicus). Ссавці представлені, Capra pyrenaica, сарна європейська, дикий кабан, борсук європейський, Genetta genetta тощо.
Рептилії представлені: Lacerta lepida, Psammodromus algirus, Psammodromus hispanicus, Podarcis muralis, Podarcis hispanica, Chalcides chalcides, Chalcides bedriagai, Anguis fragilis, Natrix maura, Natrix natrix, Malpolon monspessulanus, Elaphe scalaris, Coronella girondica, Coronella austriaca і Vipera latastei
Амфібії представлені:Rana perezi, Bufo bufo, Bufo calamita, Alytes obstetricans, Triturus marmoratus, Lissotriton helveticus, Hyla arborea, Salamandra salamandra, Pleurodeles waltl.

## Флора
Змішані та листяні ліси представлені видами: сосна приморська, сосна звичайна, сосна гачкувата, Quercus rotundifolia, Quercus pyrenaica, Quercus faginea, бук звичайний і береза повисла.

## Ресурси Інтернету
- Spain — The Valley Of The Ebro, Aragon And Catalonia [Архівовано 24 лютого 2012 у Wayback Machine.]
- Enciclopedia Aragonesa [Архівовано 19 жовтня 2018 у Wayback Machine.]
- Aragonese part of the Sistema Ibérico[недоступне посилання з лютого 2019]
- Sierra de la Demanda, Burgos, Sistema Ibérico [Архівовано 25 серпня 2019 у Wayback Machine.]
- Sierra de Cucalón [Архівовано 6 березня 2016 у Wayback Machine.]
- Mendikat — Moncayo [Архівовано 28 липня 2014 у Wayback Machine.]
- Ascensión a el Bollón (1036 m) [Архівовано 1 жовтня 2020 у Wayback Machine.]